# Corrente della Guyana
La corrente della Guyana è una corrente marina dell'oceano Atlantico, con una velocità compresa tra 0,8 e 2,4 nodi.
Nasce dall'incontro fra una diramazione della Corrente Equatoriale Sud e la Corrente Equatoriale Nord. Presso le Piccole Antille si divide in due: un ramo, che prende il nome di corrente delle Antille, passa all'esterno dell'arco insulare, l'altro attraversa il mare delle Antille.